# جروم بی. روبرتسون
جروم بی. روبرتسون (انگلیسی: Jerome B. Robertson; ۱۴ مارس ۱۸۱۵ – ۷ ژانویهٔ ۱۸۹۰) فرد نظامی اهل ایالات متحده آمریکا بود.